# ポシェト
ポシェト（ロシア語: Посьет）はロシア連邦東部の沿海地方にあり、ハサン地区に位置する町。人口は1,671人（2010年全ロシア国勢調査）。

## 概要
ポシェト湾に面する不凍港であり、町名は帝政ロシア時代の海軍大将であったコンスタンティン・ポシェトに由来する。清朝時代は摩闊崴と呼ばれていた。